# Taufbecken St-Crépin-St-Crépinien (Bréançon)

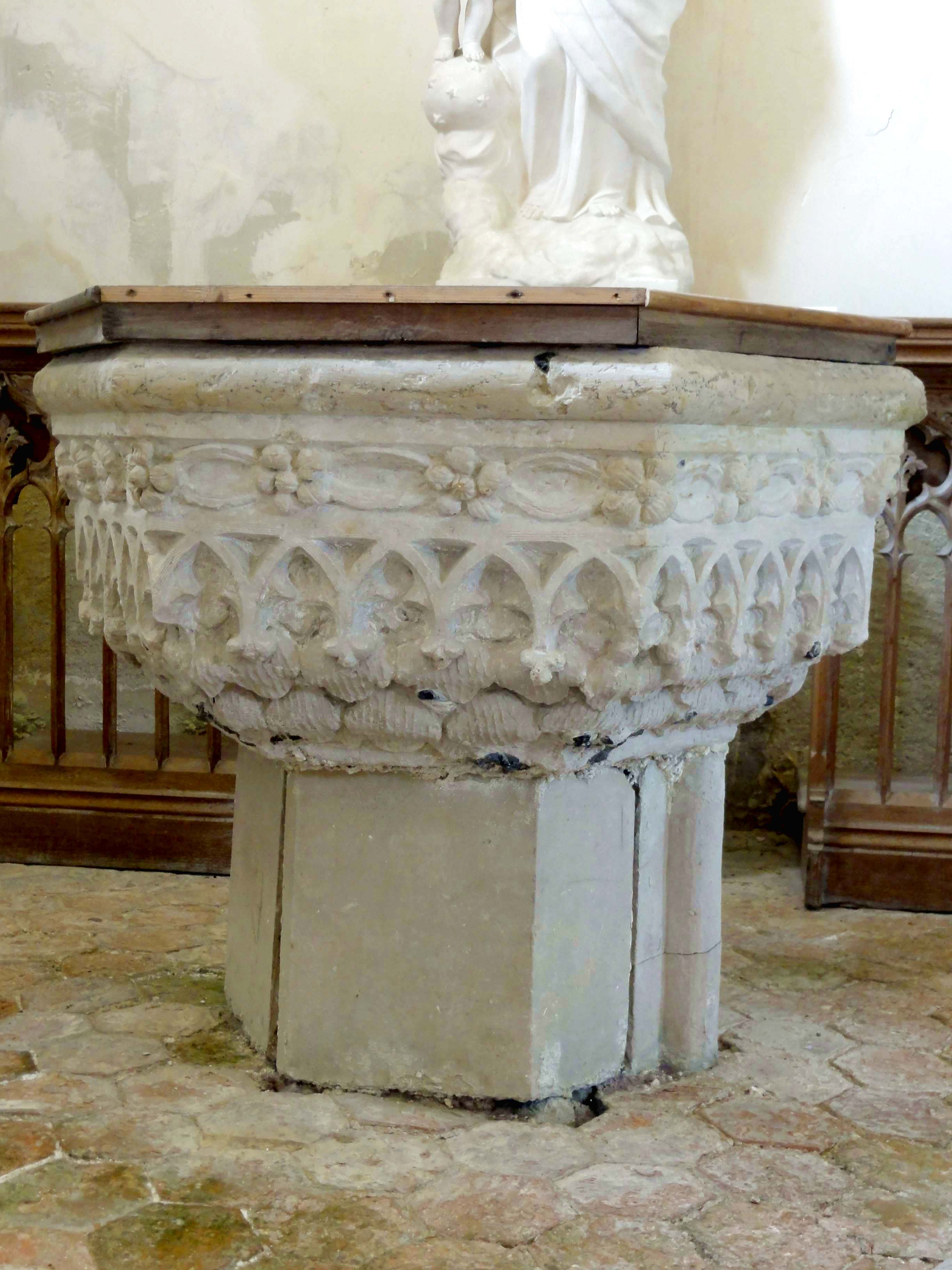
Taufbecken in Bréançon

Das Taufbecken in der katholischen Kirche St-Crépin-St-Crépinien in Bréançon, einer französischen Gemeinde im Département Val-d’Oise in der Region Île-de-France, wurde im ersten Viertel des 16. Jahrhunderts geschaffen. 
Im Jahr 1980 wurde das Taufbecken im Stil der Renaissance als Monument historique in die Liste der geschützten Objekte (Base Palissy) in Frankreich aufgenommen.
Das sechseckige Taufbecken aus Stein mit einem geteilten Becken wird von Dreipassarkaden und floralen Motiven geschmückt. Der erneuerte Sockel stammt aus späterer Zeit.